# Craufurd Tait Ramage
Craufurd Tait Ramage (Newhaven, 10 settembre 1803 – Wallace Hall, 29 novembre 1878) è stato uno scrittore e saggista scozzese.

## Biografia
Nato in Scozia ad Annefield, località del distretto di Newhaven della città di Edimburgo, Ramage è stato un Ministro della Chiesa scozzese e cultore delle lettere classiche. È noto in Italia per aver intrapreso un viaggio nel Regno delle Due Sicilie nel 1828, che descrisse nell'opera intitolata "The nooks and by-ways of Italy. Wandering in search of its ancient Remains and modern superstitions". 
Formatosi presso la Wallace Hall Academy, Dumfriesshire, e la Royal High School di Edimburgo, Ramage si laureò in lettere classiche presso l'Università di Edimburgo nel 1825.
Durante il suo periodo universitario Ramage lavorò come docente privato; tra i suoi alunni troviamo Archibald Campbell Tait, futuro Arcivescovo di Canterbury, con il quale instaurò un duraturo rapporto di amicizia. Dopo aver lasciato l'università Ramage venne assunto come precettore nella famiglia di Sir Henry Lushington, II barone Lushington (1775-1863), trascorrendo tre anni a Napoli (dove Lushington era console generale per il Regno Unito) e viaggiando. La sua opera Nooks and By-Ways in Italy (1868) è basata su un viaggio compiuto nell'Italia meridionale nel 1828. Successivamente troviamo Ramage in Scozia come precettore nella famiglia di Thomas Spring Rice, I barone Monteagle di Brandon (1790–1866), politico Whig anglo-irlandese.
Ramage sposò nel 1839 Mary Paterson; la coppia ebbe cinque figli.
Nel 1841 Ramage venne nominato vice preside della Wallace Hall Academy di Closeburn, sostituendo il preside Robert Mundell nel 1842. Nel 1848 Ramage venne nominato Giudice di pace della contea di Dumfries. Nel 1852 gli venne conferito dall'università di Glasgow il titolo di Legum Doctor. Ramage morì a Wallace Hall il 29 novembre del 1878.

## Opere
Ramage pubblicò diverse antologie di autori greci, latini, tedeschi, italiani, spagnoli e francesi. Ramage fornì contributi alla settima edizione dell'Enciclopedia Britannica, alla Penny Cyclopaedia e al Quarterly Journal of Education.
In Italia è conosciuto soprattutto per la sua opera intitolata The nooks and by-ways of Italy. Wandering in search of its ancient Remains and modern superstitions, pubblicata in italiano col titolo Viaggio nel Regno delle Due Sicilie, in cui Ramage descrive un viaggio a piedi intrapreso a sud di Napoli, tra l'aprile e il giugno 1828, alla ricerca delle "sopravvivenze" linguistiche, archeologiche e culturali greco-latine. 
In tale viaggio, Ramage parte da Napoli, giunge a Paestum, attraversa il Cilento, da Policastro visita la Calabria tirrenica e ionica, per giungere in Basilicata, scendendo in Puglia a Taranto, dove si imbarca per Gallipoli, passa da Ugento, Salve, i resti di Veretum (Patù), Leuca, Castro, Grotta Zinzulusa, Santa Cesarea Terme, Vaste, Otranto, Lecce, Manduria, Oria, Brindisi, da qui in nave fino a Trani, quindi a Barletta e Canne, Canosa, Venosa, Melfi, Ascoli Satriano, Foggia, Manfredonia, Mattinata, Vieste, Lucera, Volturara, Campobasso, per poi fare ritorno a Napoli.
Il resoconto del viaggio di Ramage rappresenta un'importante descrizione socio-culturale delle provincie del Mezzogiorno italiano nell'anno 1828.
- Defence of the Parochial Schools of Scotland, Edinburgh, 1854
- The Nooks and Byways of Italy. Wanderings in Search of its Ancient Remains and Modern Superstitions, Liverpool, 1868. Un'edizione aggiornata dell'opera è stata pubblicata nel 1987, a cura di Edith Clay. L'opera è stata paragonata ai successivi libri di viaggio di Keppel Richard Craven e Arthur John Strutt.
- Drumlanrig Castle and the Douglases: with the Early History and Ancient Remains of Durisdeer, Closeburn, and Morton, Dumfries, 1876
- Bible Echoes in Ancient Classics, Edinburgh, 1878